# Kabinett Lawrence Gonzi II

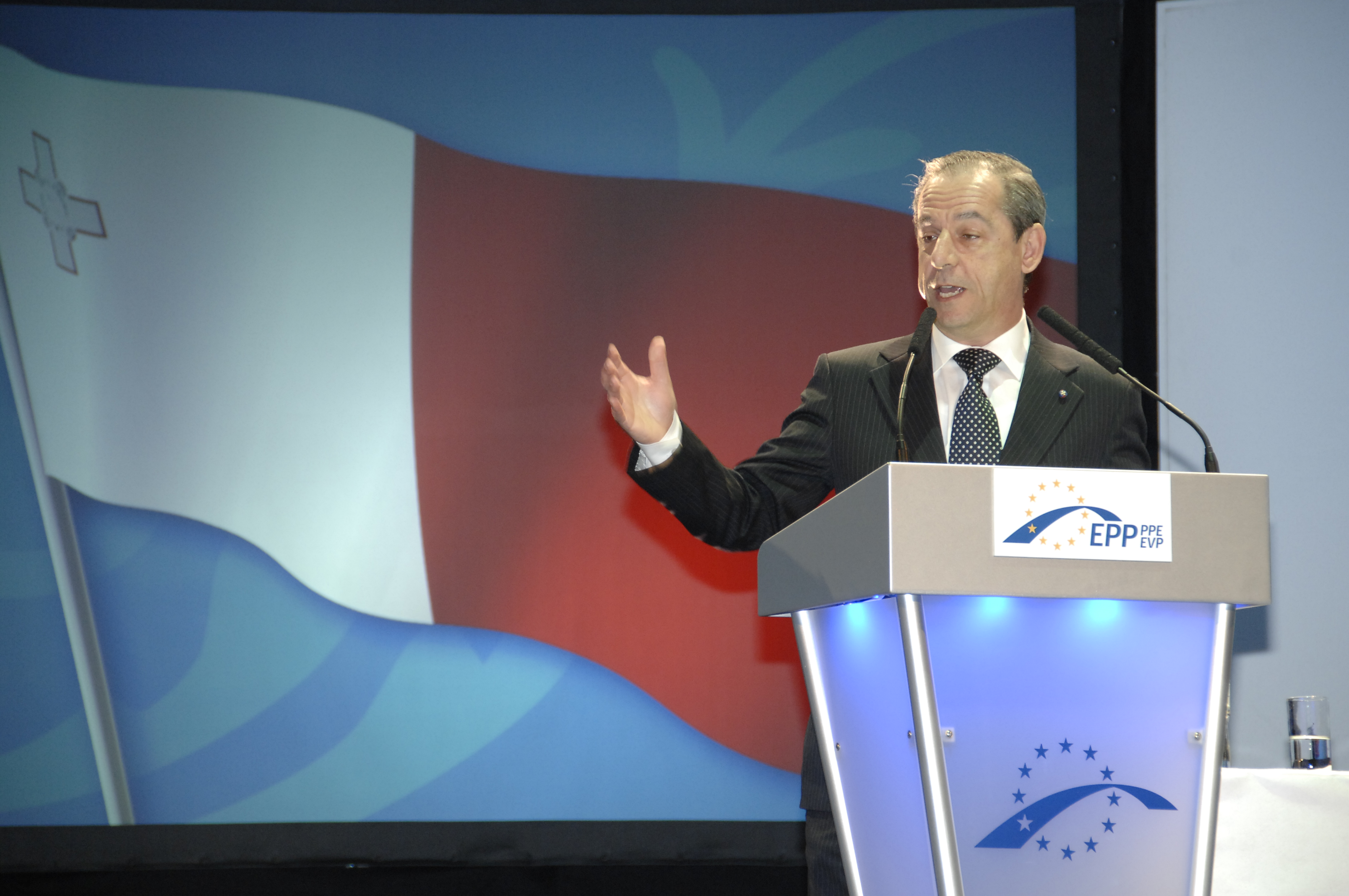
Premierminister Gonzi

Das Kabinett Lawrence Gonzi II war vom 12. März 2008 bis 11. März 2013 die amtierende Regierung der Republik Malta.

## Prolog
Nach den Parlamentswahlen in Malta 2008 wurde Lawrence Gonzi als Premierminister bestätigt und für die 11. Wahlperiode vereidigt. Das neue Kabinett bestand aus nur acht Ministern, vier weniger als im Kabinett Lawrence Gonzi I.

## Mitglieder des Kabinetts
| Ministerium                                                   | Amtsinhaber            |
| ------------------------------------------------------------- | ---------------------- |
| Premierminister                                               | Lawrence Gonzi         |
| Außenminister und stellvertretender Premierminister           | Tonio Borg             |
| Justiz- und Innenminister                                     | Carmelo Mifsud Bonniċi |
| Finanz- und Wirtschaftsminister                               | Tonio Fenech           |
| Minister für Infrastruktur, Transport und Kommunikation       | Austin Gatt            |
| Minister für Ressourcen und Landwirtschaft                    | George Pullicino       |
| Ministerin für Erziehung und Kultur                           | Dolores Cristina       |
| Minister für Soziale Angelegenheiten                          | John Dalli             |
| Ministerin für Gozo                                           | Giovanna Debono        |
| Parlamentarische Staatssekretäre                              |                        |
| Öffentliche Konsultation und Information beim Premierminister | Chris Said             |
| Tourismus beim Premierminister                                | Mario de Marco         |
| Senioren und Pflege beim Sozialminister                       | Mario Galea            |
| Gesundheit im Ministerium für Soziale Angelegenheiten         | Joe Cassar             |
| Steuern beim Finanzminister                                   | Jason Azzopardi        |
| Jugend und Sport bei der Kulturministerin                     | Clyde Puli             |

## Kabinettsumbildungen
- Am 10. Februar 2010 wurde der bisherige Parlamentarische Staatssekretär für Gesundheit im Ministerium für Soziale Angelegenheiten Joe Cassar Minister für Gesundheit, Senioren und Pflege (Minister for Health, the Elderly and Community Care) nachdem John Dalli neuer Kommissar für Gesundheit der EU geworden war. Das Amt des Parlamentarischen Staatssekretärs wurde bisher nicht wieder besetzt.
- Am 6. Januar 2012 übernahm Premierminister Lawrence Gonzi von Carmelo Mifsud Bonniċi das Amt des Innenministers (Minister for Home Affairs), während der bisherige Parlamentarische Staatssekretär für öffentliche Konsultation und Information beim Premierminister Chris Said Justizminister wurde (Minister for Justice, Dialogue and the Family). In diesem Zusammenhang kam es auch zu einer weiteren Kabinettsumbildung, bei der der bisherige Parlamentarische Staatssekretär für Tourismus beim Premierminister Mario De Marco Minister für Tourismus, Kultur und Umwelt wurde (Minister for Tourism, Culture and the Environment) und damit von der bisherigen Erziehungs- und Kulturministerin Dolores Cristina den Bereich Kultur übernahm, während diese nunmehr Ministerin für Erziehung und Beschäftigung (Minister of Education and Employment) ist. Weiterhin wurde der bisherige Parlamentarische Staatssekretär für Steuern beim Finanzminister Jason Azzopardi neuer Minister für fairen Wettbewerb, Kleinunternehmen und Verbraucher (Minister for Fair Competition, Small Business, and Consumers).
- Am 28. November 2012 wurde Francis Zammit Dimech neuer Außenminister (Minister of Foreign Affairs), nachdem Tonio Borg neuer Kommissar für Gesundheit der EU geworden war. Das ebenfalls von Borg ausgeübte Amt des stellvertretenden Premierministers ist bisher noch nicht besetzt.